# Rosa osmastonii
Rosa osmastonii — вид рослин з родини трояндових (Rosaceae). Синонім: Rosa sericea var. glandulosa Osmaston.

## Поширення
Ареал: Непал, Західні Гімалаї Індії.